# Осиповка (Наровлянский район)
Осиповка (бел. Асіпоўка) — упразднённая деревня в Вербовичском сельсовете Наровлянского района Гомельской области Беларуси.
В связи с радиационным загрязнением после катастрофы на Чернобыльской АЭС жители (47 семей) переселены в 1986 году в чистые места, преимущественно в деревню Крюковичи Калинковичского района.

## География

### Расположение
В 31 км на юго-восток от Наровли, 56 км от железнодорожной станции Ельск (на линии Калинковичи — Овруч), 209 км от Гомеля.
На территории Полесского радиационно-экологического заповедника.

## Транспортная сеть
Транспортные связи по просёлочной, а затем автодороге Дёрновичи — Наровля. Планировка состоит из чуть изогнутой улицы, ориентированной с юго-востока на северо-запад. Застройка двусторонняя, неплотная, деревянная, усадебного типа.

## История
Основана в конце XIX века переселенцами из соседних деревень в результате осуществления столыпинских реформ. Наиболее активная застройка приходится на 1920-е годы. С 1927 года работала паровая мельница. В 1931 году организован колхоз «Красная колония», имелась кузница. Во время Великой Отечественной войны 9 жителей погибли на фронте. В 1986 году входила в состав совхоза «Припять» (центр — деревня Довляды).

## Население

### Численность
- 1986 год — жители (47 семей) переселены.

### Динамика
- 1959 год — 263 жителя (согласно переписи).
- 1986 год — 47 дворов, 116 жителей.
- 1986 год — жители (47 семей) переселены.